# 任子良
任子良（1910年9月—2006年9月1日），男，山西河曲人，中华人民共和国政治人物，曾任中华人民共和国财政部税务总局副局长、局长，财政部顾问。